# Circondario di Duderstadt
Il circondario di Duderstadt (in tedesco Landkreis Duderstadt) è stato un circondario (Landkreis) della Bassa Sassonia, in Germania.

## Storia
Fu istituito nel 1885 come circondario nella provincia di Hannover del regno di Prussia.
Capoluogo e centro maggiore era la città di Duderstadt.
Fu soppresso alla fine del 1972 e unito al circondario di Gottinga (a eccezione del comune di Lindau, passato al circondario di Northeim).
Al momento della soppressione, contava 30 comuni.

## Comuni
- Bernshausen
- Bilshausen
- Bodensee
- Breitenberg
- Brochthausen
- Desingerode
- Duderstadt
- Esplingerode
- Fuhrbach
- Gerblingerode
- Germershausen
- Gieboldehausen
- Hilkerode
- Immingerode
- Krebeck
- Langenhagen
- Lindau
- Mingerode
- Nesselröden
- Obernfeld
- Renshausen
- Rhumspringe
- Rollshausen
- Rüdershausen
- Seeburg
- Seulingen
- Tiftlingerode
- Werxhausen
- Westerode
- Wollbrandshausen